# تل أخضر (الرقة)
تل أخضر قرية سورية تتبع ناحية مركز تل أبيض في منطقة تل أبيض في محافظة الرقة. بلغ عدد سكانها 949 نسمة في عام 2004 حسب إحصاء المكتب المركزي للإحصاء.